# Särkisalmi
Särkisalmi är en tätort (finska: taajama) i Parikkala kommun i landskapet Södra Karelen i Finland. Vid tätortsavgränsningen den 31 december 2021 hade Särkisalmi 362 invånare och omfattade en landareal av 2,90 kvadratkilometer.